# Saint-Romain-la-Motte
Saint-Romain-la-Motte – miejscowość i gmina we Francji, w regionie Owernia-Rodan-Alpy, w departamencie Loara.
Według danych na rok 1990 gminę zamieszkiwały 1352 osoby, a gęstość zaludnienia wynosiła 49 osób/km² (wśród 2880 gmin regionu Rodan-Alpy Saint-Romain-la-Motte plasuje się na 622. miejscu pod względem liczby ludności, natomiast pod względem powierzchni na miejscu 272.).